# Inducerad gravitation
Inducerad gravitation presenterades 1967 av Andrej Sacharov. Han menade genom sin teori att det enbart skulle finnas materiafält på en klassisk bakgrund och att rymden är platt och inte krökt. Det som vi anser vara krökt rymd och gravitation är enligt teorin enbart sidoeffekter av materiens växelverkan.
Sacharov utgick från fältekvationer för Ricci-tensorn och använde en pseudo-Riemannsk mångfald som bakgrund. Han förde in kvantfält men ingen gravitationsinverkan i sin rymd. Försöket ledde till 1-slingsordning som innehöll Einstein-Hilbert-funktion med en kosmologisk konstant och med det fick han in den allmänna relativiteten utan att ha använt sig av gravitation. Sacharov har genom sådana studier observerat att många materiasystem ger upphov till framträdande fenomen som är identiska till den allmänna relativiteten.
Teorin har lett till vidare studier, som till exempel studier om entropin i svarta hål.